# 刘慕仁
刘慕仁（1963年8月—），广西桂林人，汉族，中华人民共和国政治人物、第十一届全国政协委员。

## 生平
加入中国民主同盟，担任十一届全国政协常务委员、民盟中央常委、广西壮族自治区委主委。2008年，当选第十一届全国政协常务委员，代表中国民主同盟，分入第五组。2018年1月，当选第十三届全国政协委员、广西壮族自治区政协副主席。